# عقوبة الإعدام في بلغاريا
ألغيت عقوبة الإعدام في بلغاريا في 12 ديسمبر 1998 حيث تم تنفيذ آخر إعدام رميا بالرصاص يوم 4 نوفمبر 1989. برلمان بلغاريا قدم وقفا في 7 يوليو 1990 بخصوص البروتوكول رقم ستة من الاتفاقية الأوروبية لحقوق الإنسان والذي يفيد بعد اقامه عقوبة الإعدام في بلغاريا وتم تنفيذ القرار في 1 أكتوبر 1999.